# Ilija Starčević
Fra Ilija Starčević (Donji Rahić, 1794. – 1845.), franjevac Bosne Srebrene, visoki franjevački dužnosnik, prosvjetitelj, pionir i promicatelj školstva u Bosanskoj Posavini, važan u političkoj i rodoljubnoj djelatnosti. Zaslužni Hrvat Bosanske Posavine. Spada u najznamenitije franjevce Bosne Srebrene u 19. stoljeću. Uz sve to, imao poseban dar za graditeljstvo.

## Životopis
Rodio se je 1794. godine. Dao je obnoviti samostan u Kraljevoj Sutjesci i izgraditi katoličku crkvu u Tolisi. Poznat po tome što je podigao je u Bosni prvu katoličku školsku zgradu na bosanskom zemljištu( 1823.). Škola se je nalazila u Tolisi. U toj je školi bio i učitelj, prvi nadzornik. Najveća mu se zasluga pripisuje zbog zauzetosti za unaprijeđenje školstva u Bosanskoj Posavini. Nažalost, njegovom smrću, ta je škola u Tolisi prestala djelovati. Dok je bio definitor Bosne Srebrene, umio je animirati odličnije franjevce i pripadnike redodržavništva za podizanje pučkih škola. 31. ožujka 1830. i poslao je starješine kreševskog, fojničkog i sutješkog samostana da preko Namik-paše pošalju molbu sultanu Muhamedu II. da bi im se uz ostalo dopustilo da mogu prema potrebi otvarati trivijalne škole poput Srba i Grka. Time je Starčević udario temelje svjetovnim osnovnim školama u seoskim sredinama BiH. Dobro se je snalazio u politici, pa mu je kao rijetkima uspijevalo u isto vrijeme biti u dobre i s Habsburškom Monarhijom i osmanskom vlašću. Surađivao je s austrijskim vlastima i tako pripomagao boljitku života kršćana-katolika u ovim krajevima. Godine 1824. barun Siegenthal mu je kao priznanje 1824. darovao zlatni sat. Na drugoj strani je često komunicirao s Husein-begom Gradaščevićem zalažući se za bosanske katolike. Mnogo se je zauzimao za franjevačku provinciju Bosnu Srebrenu. U franjevačkoj redodržavi Bosni Srebrenoj obnašao je dužnosti definitora i generalnog vizitatora.